# Kevin Saunderson
Kevin Maurice Saunderson (né le 5 septembre 1964 à Brooklyn, New York) est un disc jockey, compositeur et producteur américain de musique électronique. Il est considéré comme l'un des pionniers de la techno de Détroit.

## Biographie
Kevin Saunderson est né le 5 septembre 1964 à Brooklyn, New York,. Il arrive à Détroit en 1971 et y rencontre durant ses études deux fans de musique, Juan Atkins et Derrick May. Ils sont avec Jeff Mills, Robert Hood, « Mad » Mike Banks (UR), et, Richie Hawtin les fondateurs de la musique Techno, et les initiateurs de nombreux courants de musique électronique. Sous l'influence de Derrick May et la direction de Juan Atkins, il fonde le label discographique KMS et produit ses premiers morceaux (dont le morceau bien connu Bounce Your Body to the Box) dès 1986.
Il produit en 1987 dans son petit studio un de ses plus importants morceaux, Big Fun (pour le projet Inner City) avec l'aide de la chanteuse Paris Grey, que lui avait présenté son ami producteur Terry Baldwin. Lorsque le morceau sort en 1988 sur la compilation Techno! The New Dance Sound of Detroit réalisée par Neil Rushton, Kevin Saunderson connait alors un succès commercial international. Sa production suivante, Good Life, dépasse les ventes précédentes et reste depuis un des morceaux emblématiques de la house. Ses morceaux suivants sont également des succès (tels que Hallelujah, Pennies from Heaven). Kevin Saunderson quitte le label Virgin pour le label Six6. Il produit pour ce dernier des morceaux tels que Do Ya, Share My Life ou Ahnongay).
Inner City reçoit entre autres le Best Dance Act par DMC en 1989. En 1992, Inner City reçoit quatre disques d'or pour ses singles et un autre pour son premier album Paradise. Huit de ses morceaux ont été dans le Top 40 britannique, sept sont nos 1 des diffusions en clubs. Ils sont aussi classés nos 1 dans le magazine Billboard. Le groupe connaît un succès plus modeste avec ses deux albums suivants, Fire (1990) et Praise (1992), lesquels demeurent néanmoins deux valeurs sûres de la house.
Kevin Saunderson continue à produire des morceaux plus underground sous le pseudo E-Dancer et sur son label KMS, dont l'album Heavenly considéré comme une des principales références de la techno de Détroit.
Son travail pour la promotion de la musique et de sa ville, avec entre autres le Detroit Electronic Music Festival et une exposition au Detroit Historical Museum (Techno: Detroit's Gift to the World), lui valut le International Achievement Award en 2004 (avec Derrick May), décerné par le gouverneur au service culturel du Michigan (il est reçu avant lui par Aretha Franklin, James Earl Jones, Elmore Leonard, Arthur Miller et bien d'autres…).
The Belleville Three est un trio de DJ/producteurs regroupant Juan Atkins, Kevin Saunderson et Derrick May.
Le 15 mai 2007, Saunderson fait ses débuts sur Second Life en se produisant en direct lors d'un événement de réalité mixte, célébrant la grande ouverture de Detroit Life - The Motor City Inside the Metaverse. La même année, Saunderson compile une mixtape pour Triple J, une station de radio australienne. En novembre 2012, sa table de mixage est exposée au musée historique de Détroit, par la suite rénové.

## Reese bass
La ligne de basse du morceau Just Want Another Chance de Saunderson, sorti en 1988 sous son pseudonyme Reese sur Incognito Records), devint très influente dans les genres jungle et drum and bass,. Parmi les sorties notables intégrant la Reese Bassline, citons Terrorist de Renegade (Moving Shadow, 1994), Pulp Fiction d'Alex Reece (Metalheadz, 1995) et Sonar de DJ Trace (Prototype Recordings, 1998). La ligne de basse elle-même était exécutée par un Casio CZ-1000 utilisant la synthèse de la distorsion de phase.

## Discographie sélective

### Albums et singles
- Big Fun (Ten Records)
- Good Life (Ten Records)
- Bounce Your Body to the Box (Kool Kat Music)
- The Groove That Won't Stop (KMS)
- The Sound (KMS)
- Network Retro #3 - Back 2 Back Classics (Network Records)
- Faces and Phases (Planet E)
- Powerbass (Sonic Groove)
- Elevator (KMS)
- 1987 : Reese & Santonio - The Sound (Smoothe Mix)
- 1988 : Reese & Santonio - Rock To The Beat (Kool Kat Records)
- 1991 : Reese - Bassliine (Drive On / Virgin Music)
- 1997 :  E-Dancer - Velocity Funk / World of Deep
- 1998 : E-Dancer - Heavenly (Planet E) (LP)

### Mixes
- 1994 : Kevin Saunderson Presents KMS - The Party of the Year
- 2001 : X-Mix - The DVD Collection Part III
- 2003 : KMS - The Definitive Mix Compilation